# فيبي دان
فيبي دان (بالإنجليزية: Phoebe Dunn)‏ هي مصورة وكاتبة للأطفال وكاتِبة أمريكية، ولدت في 1915، وتوفيت في 1990.